# Kenji Ekuan
Kenji Ekuan (jap. 榮久庵  憲司, Ekuan Kenji; * 11. September 1929 in der Präfektur Tokio; † 8. Februar 2015 ebenda) war ein japanischer Industriedesigner.

## Leben
Ekuan wurde in Tokio geboren und wuchs in Hawaii auf. Während des Zweiten Weltkriegs lebte er in Hiroshima und verlor nach dem Atombombenabwurf seine Schwester und den Vater. Danach wollte er wie sein Vater Mönch werden, studierte aber später in Tokio und Pasadena (Kalifornien) und machte 1955 den Abschluss an der Tōkyō Geijutsu Daigaku. 1957 gründete er das Design-Studio GK Industrial Design Associates, dessen Vorsitzender er bis zu seinem Tod blieb.
Das bekannteste Design Ekuans entstand bereits 1961 und ist die noch heute verwendete Flasche für die Kikkoman Sojasauce.
2003 erhielt er den Lucky Strike Designer Award, den höchstdotierten europäischen Designerpreis.

## Ausgewählte Arbeiten
- Kikkoman Sojasauce (Flasche) 1961
- Yamaha Vmax Motorrad 2008

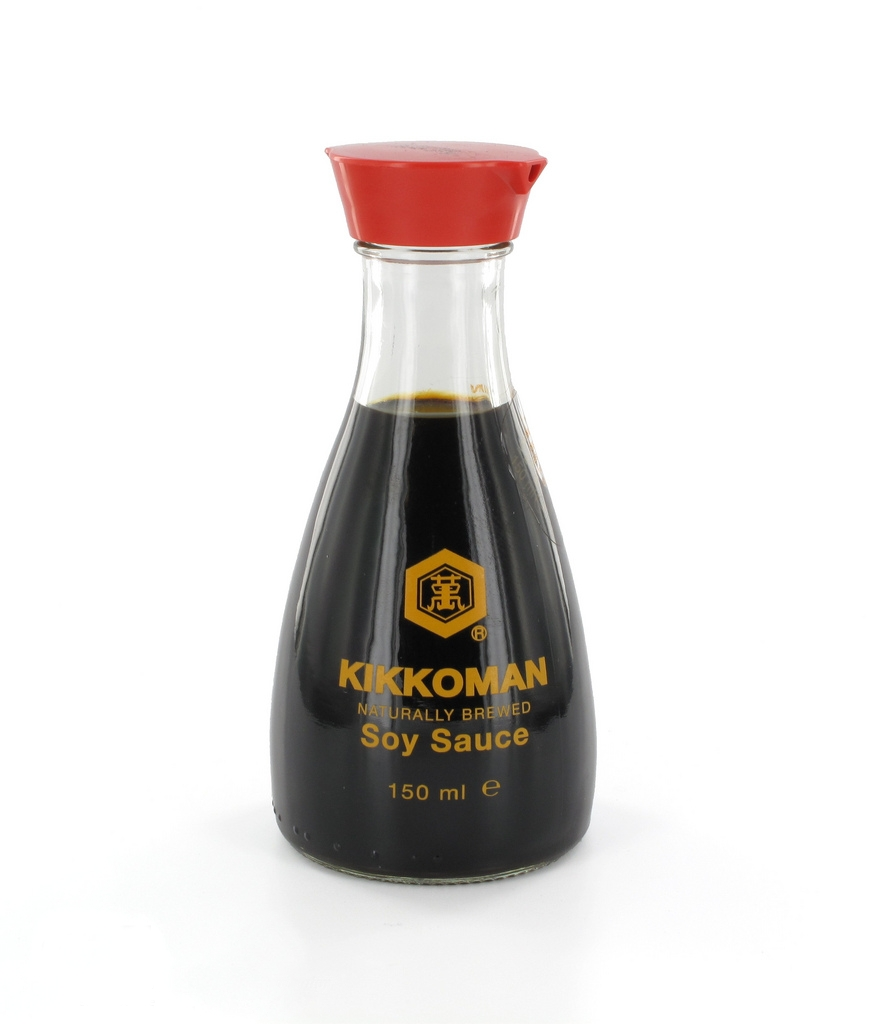
Kikkoman Sojasaucenflasche
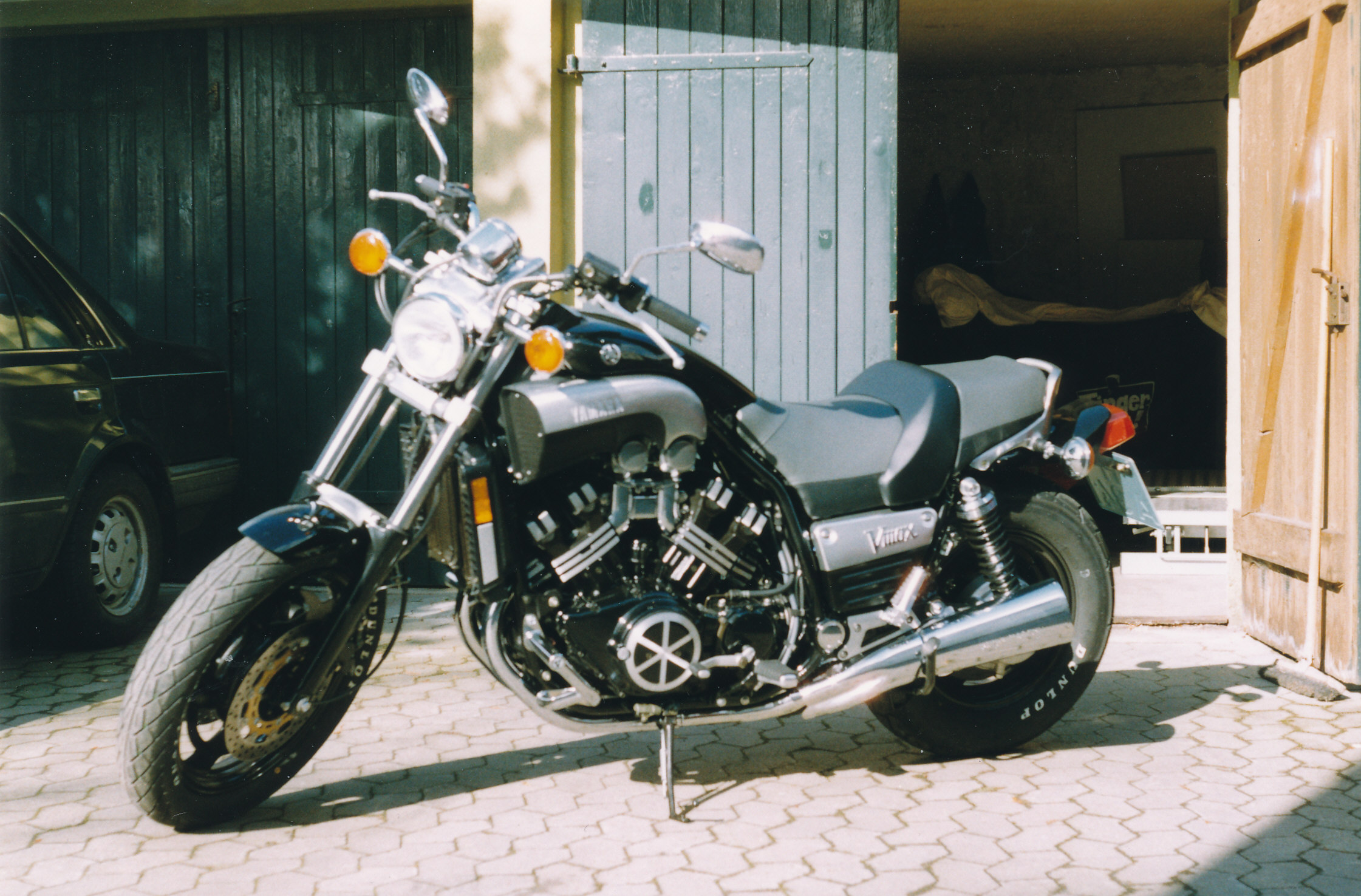
Yamaha VMAX

- 253 Narita Express Zug 1991[4]
- Shinkansen-Baureihe E3 1997
- E259 Narita Express Zug 2009

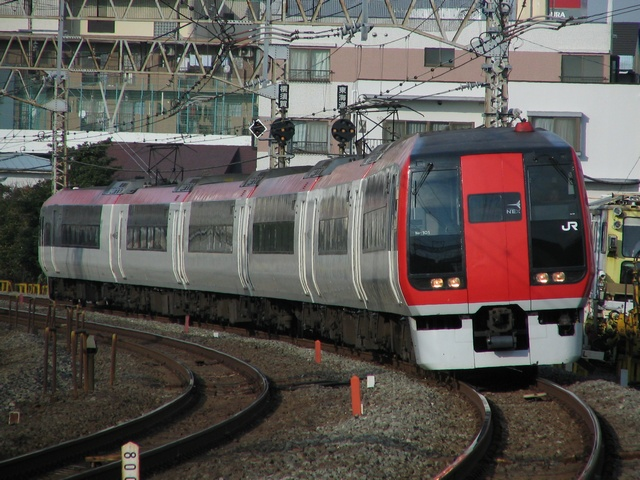
Narita Express 253
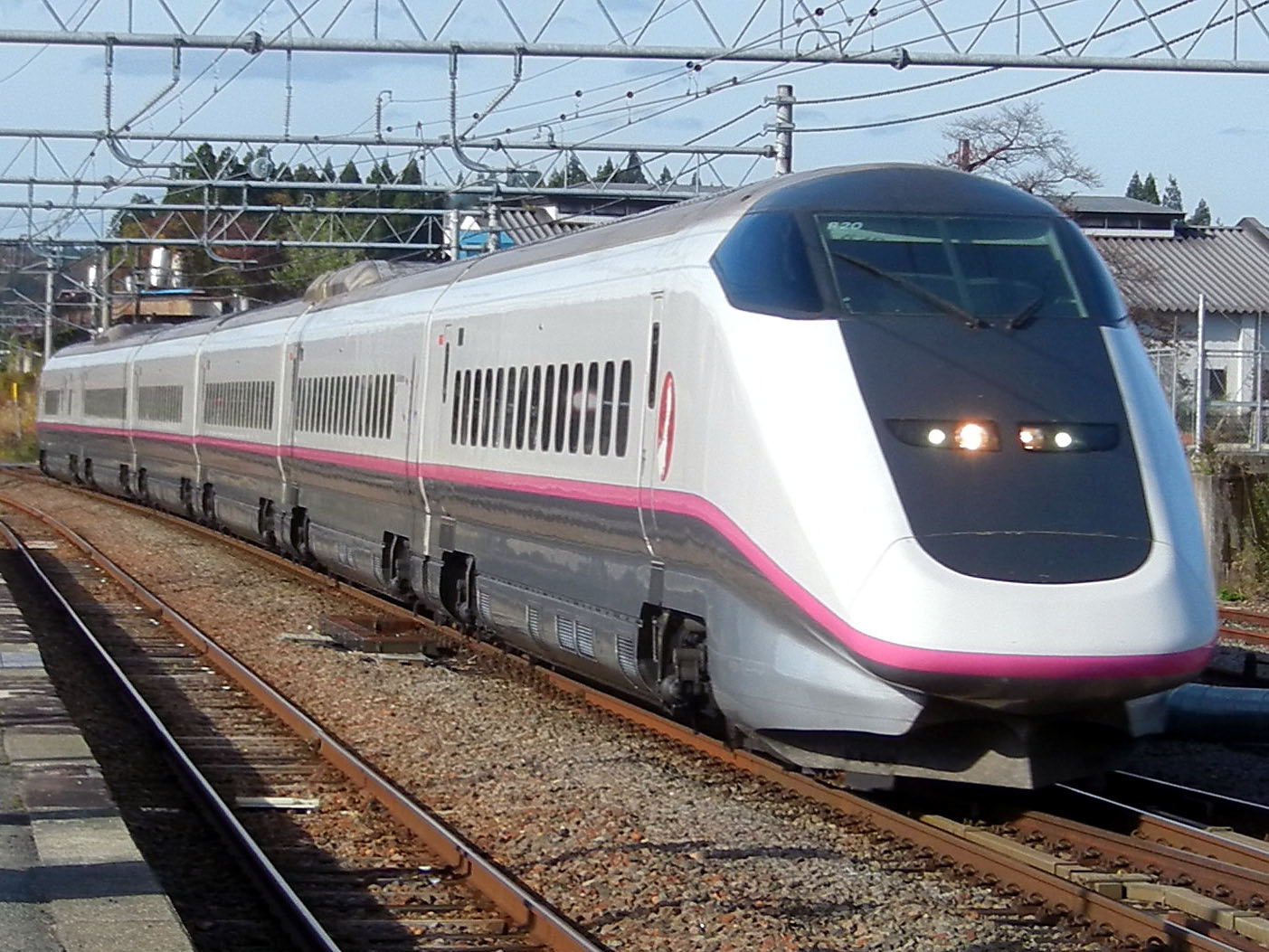
Shinkansen-Baureihe E3
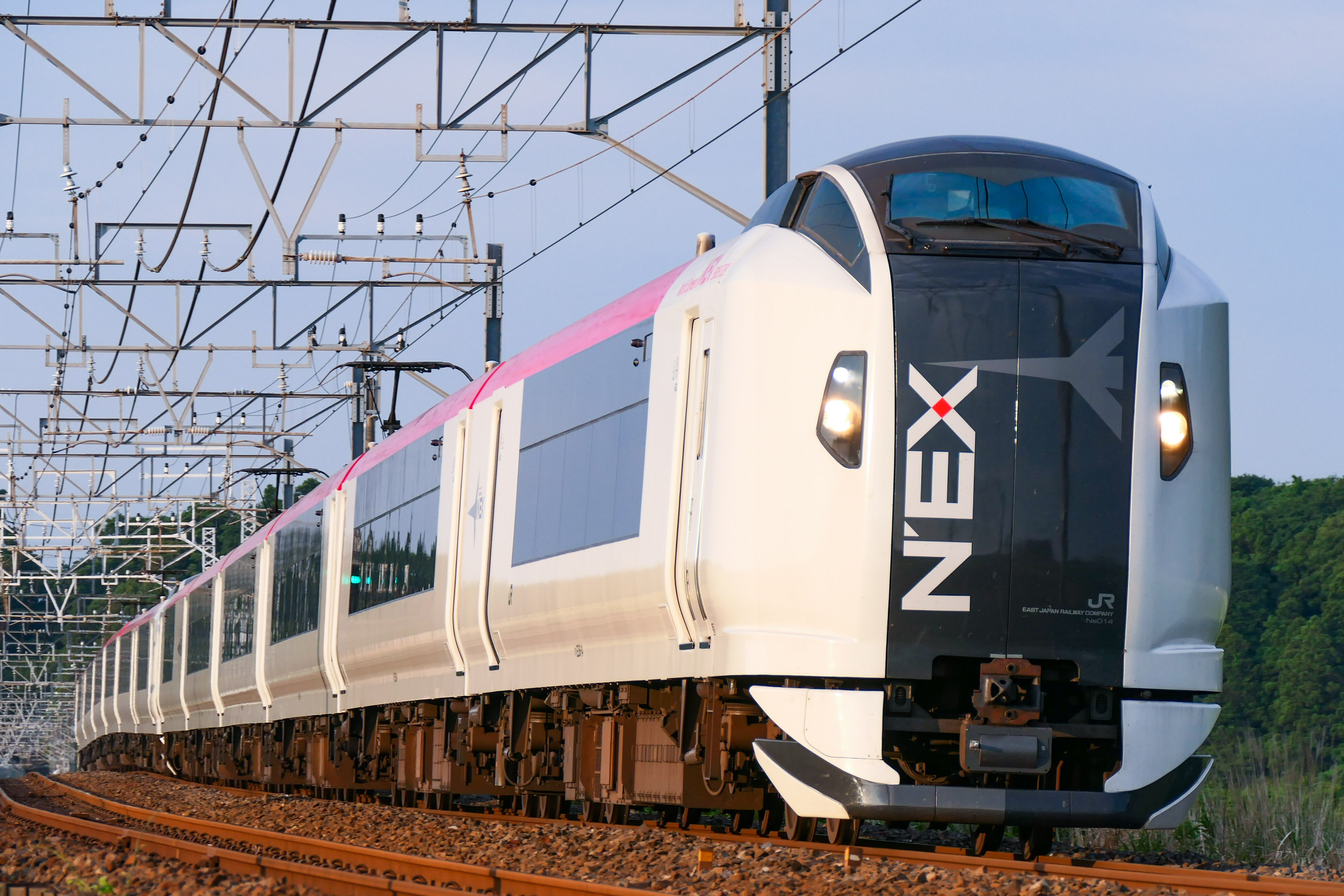
Narita Express E259

- Präfekturregierung Tokio (Logo) 1989
- Ministop-Convenience-Shop-Kette (Logo)[5]
- Japan Racing Association (Logo)[5]

Präfekturregierung Tokio
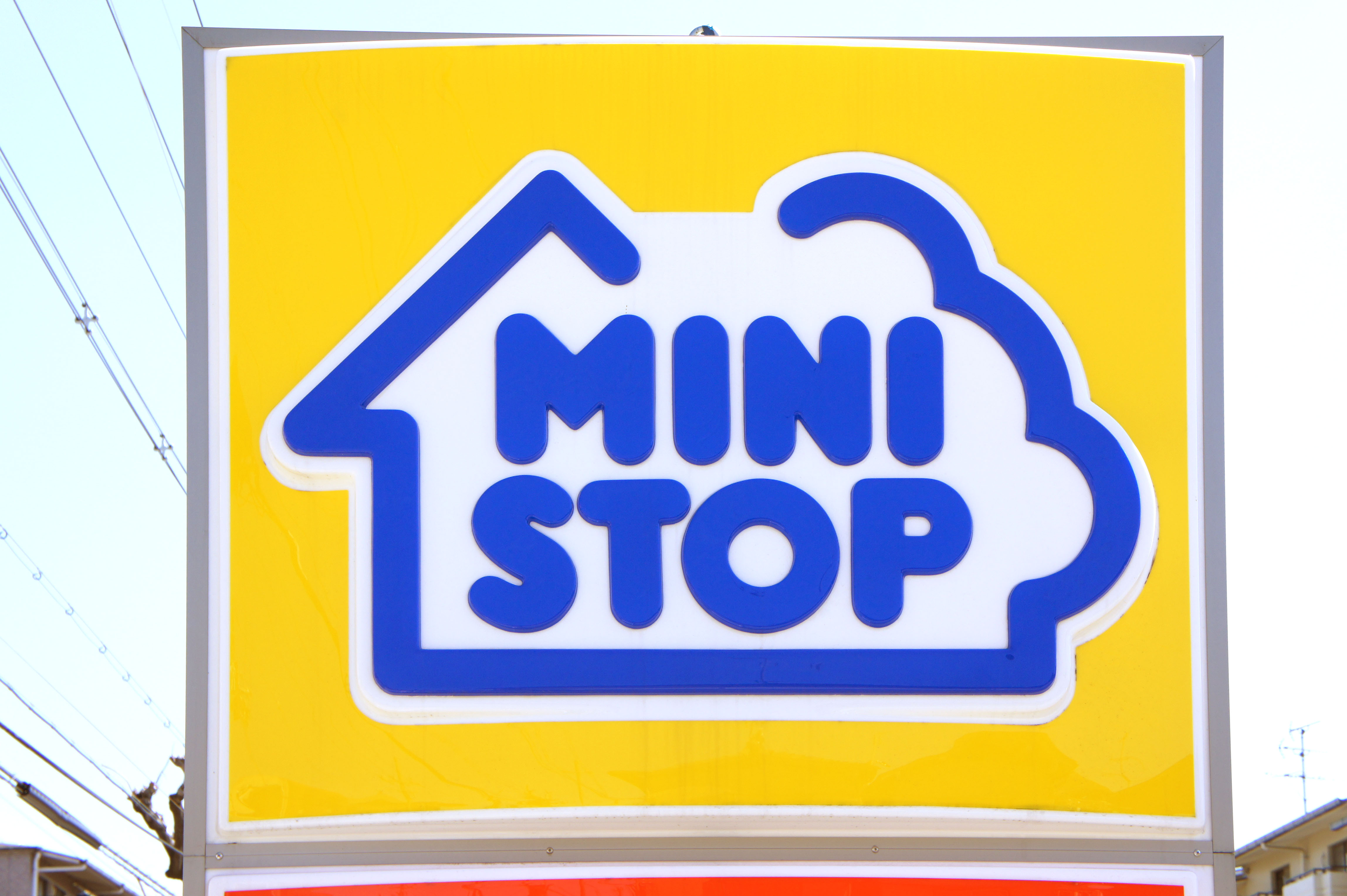
Ministop-Kette
Japan Racing Association